# Félicité (film, 2017)
Pour plus de détails, voir Fiche technique et Distribution.
Félicité est un long métrage réalisé par Alain Gomis, sorti en 2017. C'est une coproduction franco-belgo-germano-sénégalo-libanaise.
Le film est présenté en première mondiale en sélection officielle à la Berlinale 2017 où il remporte le grand prix du jury.

## Synopsis
Le film suit Félicité, une chanteuse à Kinshasa, qui vit seule avec Samo, son fils de 16 ans. Un jour, il lui arrive un accident de moto. Pour le sauver d'une amputation de la jambe, elle se lance dans une quête désespérée à travers la ville, son passé, ses rêves. Elle parcourt ses relations pour trouver l'argent nécessaire à l'opération, et se heurte à la dureté des réactions de ses connaissances, qui révèlent, à travers leurs actions, la situation d'un Congo contemporain, complexe et paradoxal.

## Fiche technique
- Titre français : Félicité
- Réalisation : Alain Gomis
- Scénario : Alain Gomis, Olivier Loustau et Delphine Zingg
- Photographie : Céline Bozon
- Musique : Kasai Allstars, Arvo Pärt
- Montage : Fabrice Rouaud et Alain Gomis
- Pays de production :  France |  Belgique |  Allemagne |  Sénégal |  Liban
- Genre : drame
- Durée : 123 minutes
- Dates de sortie :
  - France : 29 mars 2017
  - Belgique : 29 avril 2017

## Distribution
- Véro Tshanda Beya Mputu : Félicité
- Papi Mpaka : Tabu
- Gaetan Claudia : Samo
- Bavon Diana : le Boss
- Nadine Ndebo : Hortense
- Elbas Manuana : Luisant
- Kasai Allstars: le groupe musical dont Félicité fait partie
- Orchestre symphonique kimbanguiste : lui-même

## Inspiration
Alain Gomis ne va pas très loin pour trouver l'inspiration de son film. En effet, il se base a priori sur un constat et une histoire familiale. Selon l'Institut Français, il s'inspire de personnes réelles. Il dévoile : "À l’origine de celui-ci, il y a des personnages existants, des femmes dont je suis proche, au Sénégal principalement." Ces femmes courageuses se battent chaque jour afin de subvenir à leurs besoins, mais aussi à ceux de leurs familles, notamment en matière de nourriture. En outre, elles ont assez de cran pour ne pas attendre d'être aidées. 
Ensuite, une situation tragique inspire l'intrigue du film. Cette fois-ci, le réalisateur est touché au sein de sa famille. C'est l'un de ses cousins qui perd une jambe à la suite d'un accident. La victime avait 17 ans. 

## Production

### Productions déléguées
- Andolfi - Maison de Production française[3]
- Granit Film - Cette production française appartient à Alain Gomis et Valérie Osouf qui est la productrice associée

### Productions étrangères
- Need Productions - Belgique
- Cinekap - Sénégal

### Aide à la production
En dépit des autres producteurs, Félicité a été soutenue par l'Institut Français à travers le programme de l'Aide aux cinémas du monde en 2015. Cette initiative cible les films de cinéastes étrangers en coproduction avec des Français dans l'optique de participer à la production et au développeur des projets. Ces derniers peuvent être des longs métrages, de l'animation et même des documentaires de création. 

## Accueil
Le film réalise 65 535 entrées en France.

## Distinctions

### Récompenses
Le film remporte plusieurs distinctions à des festivals.
- Berlinale 2017 : grand prix du jury (Ours d'argent)
- Fespaco 2017 : Étalon d'or de Yennenga et meilleur son
- Africa Movie Academy Award du meilleur son
- Chicago International Film Festival 2017 : Prix Spécial du Jury
- Istanbul International Film Festival 2017 : Prix FACE, Compétition Droits de l'Homme au Cinéma
- Palm Springs International Film Festival 2018 : Meilleur film en langue étrangère

### Sélection aux festivals
Il fait aussi partie de plusieurs sélections,

### 2017
- FESPACO (Festival Panafricain du Cinéma et de la Télévision de Ouagadougou)
- Festival International du Film de Chicago
- Festival International du Film de Jérusalem
- Festival International du Film d'Istanbul
- Festival du Film de Sydney
- 67e Berlinale (Festival International du film de Berlin)

2018 : 
- Black Reel Awards, Sénégal
- Festival International du Film de Palm Springs
- 23e Cérémonie des Lumières, France
- Festival International du Film de Hong Kong
- Festival International du Film de Göteborg en Suède
- Oscars